# Kush & Orange Juice
Kush & Orange Juice – ósmy album kompilacyjny amerykańskiego rapera Wiz Khalifa’y, udostępniony 14 kwietnia 2010 do darmowego pobrania. Na krążku znajduje się 20 utworów, których tematem przewodnim są imprezy, kobiety oraz marihuana. Sam tytuł albumu z języka angielskiego oznacza „Zioło i sok pomarańczowy”.
Po wydaniu kompilacji, tag #kushandorangejuice stał się bardzo popularny zarówno pośród blogów, jak i na serwisie Twitter, za czym idzie duża liczba pobrań Kush & Orange Juice już w pierwszym tygodniu po premierze.

## Sample
Poniżej przedstawiono listę sampli użytych w utworach na albumie Kush & Orange Juice:
- Yasunori Mitsuda – „Schala’s Theme”[7]
- Loose Ends – „Hangin’ on a String”[8]
- Frou Frou – „Garden State OST”
- Demi Lovato – „Our Time Is Here”[2]

## Lista utworów
Źródło:
1. „Waken Baken”
2. „Mezmorized”
3. „We’re Done” (gośc. Demi Lovato)
4. „Skit 1"
5. „The Statement”
6. „Spotlight” (gośc. Killa Kyleon)
7. „Skit 2"
8. „The Kid Frankie”
9. „Up”
10. „Never Been”
11. „In the Cut”
12. „Visions”
13. „Still Blazin” (gośc. Alborosie)
14. „Slim” (skit)
15. „Pedal to the Metal” (gośc. Johnny Juliano)
16. „Good Dank”
17. „Skit 3"
18. „Glass House” (gośc. Currensy, Big K.R.I.T.)
19. „Outro”
20. „Supply” (gośc. Nesby Phips)